# Nectanebo II
Nectanebo II (được Manetho phiên âm từ tiếng Ai Cập Nḫt-Ḥr-(n)-Ḥbyt, "Mạnh mẽ khi là Horus của Hebit"), cai trị trong khoảng từ năm 360—342 TCN[b]) là vị pharaon thứ ba thuộc vương triều thứ 30 của Ai Cập cổ đại. Ông cũng là vị vua bản địa cuối cùng của Ai Cập cổ đại.
Dưới thời Nectanebo II, Ai Cập đã thịnh vượng. Trong suốt triều đại của ông, các nghệ nhân Ai Cập đã tạo ra một phong cách đặc trưng mà đã để lại một dấu ấn đậm nét trên những bức phù điêu của Vương quốc Ptolemaios. Giống như người ông nội của mình, Nectanebo I, Nectanebo II đã cho thấy sự nhiệt tình dành cho việc thờ cúng các vị thần trong tôn giáo Ai Cập cổ đại, và có hơn một trăm địa điểm ở Ai Cập cho thấy bằng chứng về sự quan tâm của ông . Tuy thế, Nectanebo II đã tiến hành xây dựng và khôi phục lại nhiều công trình hơn cả Nectanebo I.
Trong nhiều năm Nectanebo II đã thành công trong việc giữ Ai Cập an toàn khỏi Đế quốc Achaemenid Tuy nhiên, ông đã bị phản bội bởi viên cận thần cũ,Mentor của Rhodes, Nectanebo II cuối cùng đã bị đánh bại bởi lực lượng kết hợp của người Ba Tư-Hy Lạp trong trận Pelusium. Trong năm 342 TCN, người Ba Tư chiếm đóng Memphis và phần còn lại của Ai Cập, sáp nhập vùng đất này vào đế quốc Achaemenes. Nectanebo đã chạy trốn về phía nam và giữ được quyền lực của mình trong một khoảng thời gian, số phận tiếp theo của ông chưa được biết.

## Chân dung

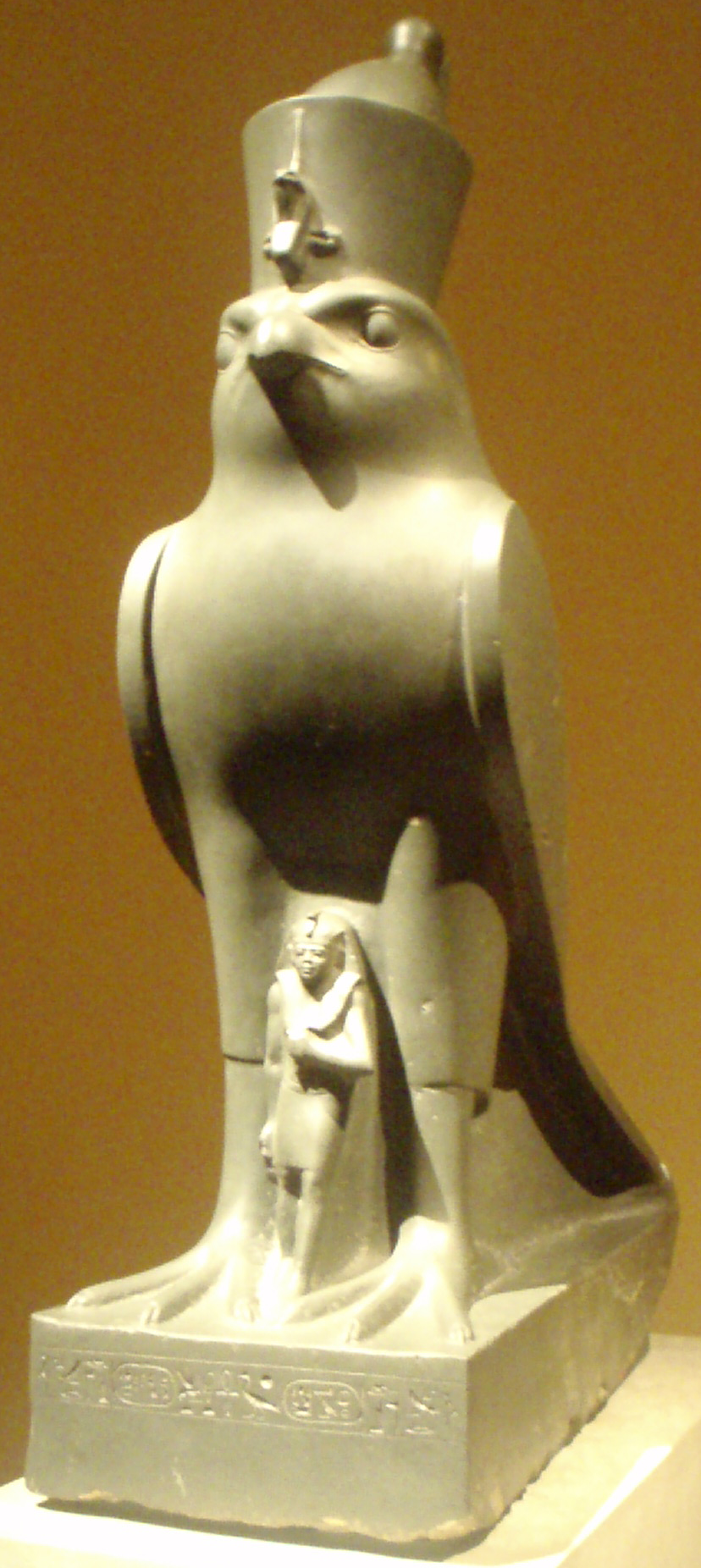
Bức tượng bằng đá xám của Nectanebo II.

Ngoại trừ bức tượng bằng đá xám với quy mô nhỏ tại Bảo tàng Nghệ thuật Metropolitan, mà khắc họa Nectanebo II đang đứng trước hình tượng của thần Horus, không có bức chân dung nào khác mà chú giải là Nectanebo II được biết đến . Trong bức tượng bằng đá xám này, Nectanebo II được khắc họa là đội một khăn trùm đầu nemes cùng biểu tượng uraeus. Cánh tay uốn cong của ông cùng với thanh gươm thay thế cho chữ tượng hình nakht, chim ưng tượng trưng cho thần Horus, trong khi ký tự tượng hình trong tay phải của Nectanebo có nghĩa là heb . Những bức chân dung khác được cho là của Nectanebo II (tất cả đều đang đội vương miện Khepresh) bao gồm một đầu tượng bằng đá quartzit nằm tại Bảo tàng Khảo cổ học và Nhân chủng học của Đại học Pennsylvania, một đầu tượng bằng đá bazan ở Alexandria, một đầu tượng bằng đá granit được Bảo tàng Mỹ thuật Boston mua lại và một đầu tượng bị hư hại bằng đá quartzit.

## Vươn tới quyền lực
Vào năm 525 trước Công nguyên, Ai Cập đã bị đế quốc Achaemenes chinh phục. Do những xung đột nội bộ trong việc tranh đoạt ngai vàng của đế quốc Ba Tư, Ai Cập đã giành lại được độc lập vào năm 404 TCN. Vào năm 389 TCN, Pharaon Hakor đã thương lượng một hiệp ước với Athens và đã có thể chống lại cuộc xâm lược của người Ba Tư trong ba năm (từ 385 đến 383 TCN). Tuy nhiên, sau khi hiệp ước của Antalcidas được ký kết vào năm 387 TCN giữa nhà Achaemenes với các thành bang Hy Lạp, Ai Cập và Síp trở thành những chướng ngại duy nhất đối với quyền bá chủ của người Ba Tư ở Địa Trung Hải.
Vào đầu năm 360 TCN, vị tiên vương của Nectanebo là Teos đã bắt đầu chuẩn bị cho cuộc chiến tranh chống lại những kẻ xâm lược. Trong cùng năm đó, quân đội Ai Cập bắt đầu khởi hành đi dọc theo bờ biển bằng cả đường bộ và đường biển. Nectanebo II đã hộ tống người bác Teos của ông trong chiến dịch này và nắm giữ lực lượng machimoi.
Trong một nỗ lực để nhằm xây dựng nguồn tài chính cho cuộc chiến một cách nhanh chóng, Teos đã bắt người dân Ai Cập phải chịu những loại thuế mới và tịch thu của cải từ các ngôi đền . Người dân Ai Cập, đặc biệt là tầng lớp tư tế, đã bất mãn với những biện pháp này và quay ra ủng hộ Nectanebo II. Teos đã cầu xin vị vua Sparta, Agesilaus II và vị tướng người Athen là Chabrias về việc giữ sự ủng hộ dành cho ông ta. Tuy nhiên, Agesilaus nói rằng ông ta được phái đến để giúp đỡ Ai Cập và không phải là để tiến hành chiến tranh chống lại nó. Chabrias sau đó quay trở về quê nhà cùng với những người lính đánh thuê của mình. Còn Teos thì quyết định chạy trốn đến triều đình của nhà Achaemenes.
Nectanebo đã phải chiến đấu với một kẻ tiếm vị không rõ tên tuổi đến từ thành phố Mendes, người này tự tuyên bố bản thân mình là pharaon. Cuộc nổi loạn này có thể được lãnh đạo bởi một trong số những hậu duệ của Nepherites I, gia tộc của ông ta từng cai trị thành phố này trước đây . Kẻ tiếm vị này đã phái các sứ giả đến chỗ Agesilaus để nhằm thuyết phục Agesilaus đứng về phía mình. Tuy nhiên, Agesilaus vẫn trung thành với Nectanebo. Tại một trong số những thành phố nằm ở khu vực đồng bằng châu thổ sông Nile, đạo quân của Nectanebo và Agesilaus bị bao vây bởi kẻ tiếm vị này, ông ta đã lôi kéo được nhiều người ủng hộ. Bất chấp sự áp đảo về số lượng của kẻ thù, Nectanebo và Agesilaus đã chiến thắng và cuộc nổi loạn bị dập tắt vào mùa thu năm 360 TCN. Để đền đáp Agesilaus, Nectanebo đã ban tặng cho ông ta 220 talent vàng.

## Triều đại

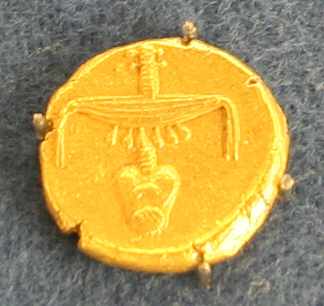
Mặt phải của một đồng Stater vàng của Nectanebo II.

Tôn giáo đóng một vai trò quan trọng trong chính sách đối nội của Nectanebo. Ông bắt đầu triều đại của mình bằng việc thực hiện xong việc chôn cất một con bò Apis ở Memphis. Tại đó, Nectanebo còn bổ sung thêm một bức phù điêu trang trí cho các ngôi đền phía đông và phía tây của Apis. Trong số những ngôi đền nguy nga được xây dựng dưới thời Nectanebo II có một ngôi đền của thần Khnum ở Abu và một ngôi đền của thần Amun tại Sekhtam. Ông cũng dâng tặng một Cella bằng đá diorite cho thần Anhur-Shu (một mảnh vỡ của nó đã được tìm thấy trong các ngôi đền của Tjebnutjer). Nectanebo II còn là người giúp cho sự thờ cúng Buchis ngày càng trở nên phổ biến hơn. Nectanebo II cũng đã ban hành một sắc lệnh cấm khai thác đá tại nơi được gọi là vùng núi bí ẩn ở Abydos.
Các vấn đề ngoại giao dưới thời Nectanebo II bị ngăn trở bởi những nỗ lực lặp đi lặp lại của nhà Achaemenes để nhằm tái chiếm Ai Cập. Trước khi Nectanebo II lên ngôi, người Ba Tư đã cố gắng chiếm lại Ai Cập vào các năm 385, 383 và 373 trước Công nguyên. Nectanebo đã tận dụng giai đoạn yên ổn để xây dựng một đội quân mới và sử dụng lính đánh thuê Hy Lạp, vốn là một điều bình thường vào thời điểm đó. Vào khoảng năm 351 TCN, đế quốc Achaemenes đã bắt tay vào thực hiện một nỗ lực mới để nhằm chiếm lại Ai Cập. Sau một năm giao chiến, Nectanebo cùng với các vị tướng đồng minh của ông, Diophantos của Athens và Lamios của Sparta, đã đánh bại được nhà Achaemenes. Sau khi giành được một chiến thắng vang dội, Nectanebo II được thần dân của ông ca ngợi là "Chim ưng thần Nectanebo" và các giáo phái đã được lập nên theo tên của ông .
Vào năm 345/44 TCN, Nectanebo đã ủng hộ cuộc nổi dậy của người Phoenicia chống lại đế quốc Achaemenes dưới sự lãnh đạo của vị vua xứ Sidon là Tennes  và phái tới một đạo quân cứu viện gồm 4000 lính đánh thuê Hy Lạp do Mentor của Rhodes chỉ huy. Tuy nhiên, khi nghe tin về việc đạo quân của Artaxerxes III đang tiến đến, Mentor đã bắt đầu tư thông với người Ba Tư cùng với sự thông đồng của Tennes.
Vào cuối năm 344 TCN, các sứ giả của Artaxerxes III đã đến Hy Lạp và mời gọi người Hy Lạp tham gia vào một chiến dịch chống lại Ai Cập . Athens và Sparta đã tiếp đãi các sứ giả một cách lịch thiệp, nhưng lại tránh ký kết một liên minh chống lại Ai Cập. Tuy nhiên, các thành bang khác lại quyết định ủng hộ người Ba Tư: Thebes đã phái 1000 hoplite và Argos là 3000.
Vào mùa đông năm 343 TCN, Artaxerxes tiến binh tới Ai Cập. Quân đội Ai Cập dưới sự lãnh đạo của Nectanebo bao gồm 60.000 người Ai Cập, 20.000 người Libu và một lượng lớn lính đánh thuê Hy Lạp. Những vị trí hiểm yếu dọc theo biên giới biển Địa Trung Hải của ông và đường biên giới phía đông được bảo vệ bởi các thành trì, pháo đài và các doanh trại vững chắc. Lực lượng của người Ba Tư đã được tăng cường bởi Mentor và binh sĩ của ông ta, họ vốn quen thuộc với khu vực biên giới phía đông của Ai Cập cùng với 6.000 người Ionia.
Nectanebo II cuối cùng đã bị đánh bại và vào mùa hè năm 342 trước Công nguyên, Artaxerxes tiến quân vào Memphis rồi bố trí một viên Satrap ở đây. Nectanebo bỏ chạy tới Thượng Ai Cập và cuối cùng đến Nubia.